# 千葉県立松戸国際高等学校

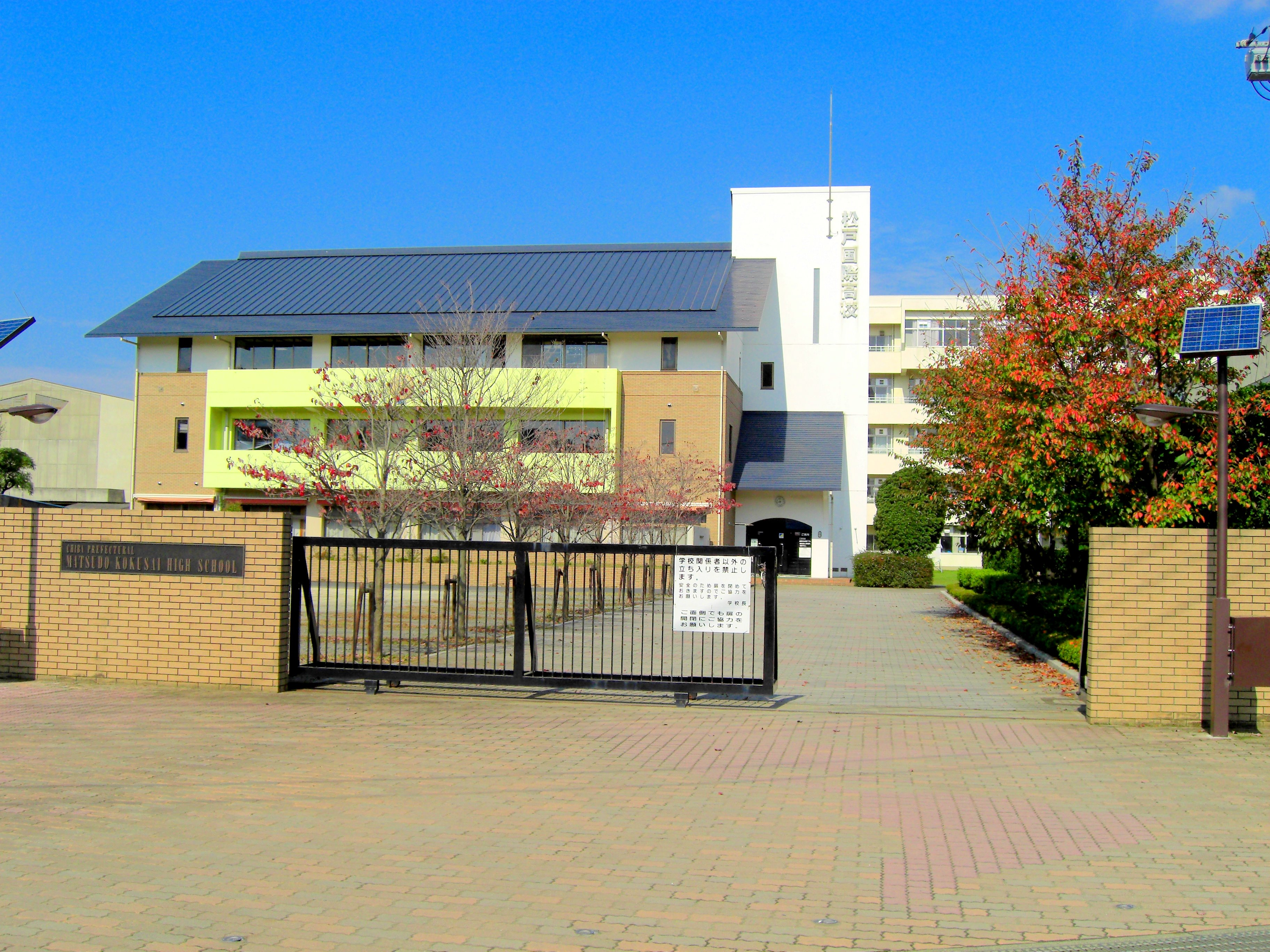
国際交流棟

千葉県立松戸国際高等学校（ちばけんりつまつどこくさいこうとうがっこう）は、千葉県松戸市五香西に所在する公立の高等学校。

## 概要
1973年に松戸東高等学校として開校し、1994年に現在の校名となった。略称は「松国」（まつこく）。単位制で普通科と国際教養科がある。共学だが女子の生徒数が多い。過去に文部科学省からSELHi（セルハイ）に指定されている。

## 沿革
- 1973年（昭和48年） - 千葉県立松戸東高等学校として開校。
- 1994年（平成6年） - 国際教養科設置に伴い校名改称。
- 2005年（平成17年）
  - 2学期制導入。
  - 文部科学省より、SELHi（セルハイ）の指定を受ける。期間は2007年度（平成19年度）まで。[1]
- 2006年（平成18年） - 単位制を導入。
- 2020年（令和2年） - 3学期制導入。

## 部活動
県内でも少ないウエイトリフティング場があり、ウエイトリフティング部が継続的に実績を残している。
- ウエイトリフティング部 - 2008年度は第10回全国高等学校女子ウエイトリフティング競技選手権大会の女子63kg級3位、トキめき新潟国体記念杯女子ウエイトリフティング競技会の女子63kg級2位、第24回全国高等学校ウエイトリフティング競技選抜大会で女子63kg級優勝。
- 硬式野球部 - 第7回明治神宮野球大会 1回戦敗退
- バレーボール部 - 1989年度から3年連続で全国高等学校総合体育大会バレーボール競技大会（インターハイ）出場
- 演劇部 - 1992年度第38回全国高等学校演劇大会で優良賞「遠くの君を見失うことなく」
- クッキング部 - 2008年度に全国高等学校家庭クラブ研究発表大会で農林水産大臣賞受賞
- ディベート部 - 2015年度の第7回高校生英語ディベート大会Winter Cupで第8位入賞

## 著名な卒業生
- 雨宮朋絵（タレント）
- 長谷川京子（女優）
- 高梨臨（女優）
- 横田一則（格闘家）
- 関口美穂（女子競輪選手）
- 小泉悠（軍事アナリスト）
- 田中凌（お笑い芸人：ブルーレディ）
- 村竹ラシッド（陸上競技選手）

## アクセス
- JR武蔵野線新八柱駅 徒歩27分
- 北総鉄道北総線松飛台駅 徒歩19分
- 京成電鉄京成松戸線五香駅 徒歩25分、八柱駅 徒歩27分、くぬぎ山駅 徒歩28分
- 京成バス千葉ウエスト「牧の原団地」停留所 徒歩10分

## 周辺施設
- 松戸市立牧の原中学校
- 東京都立八柱霊園
- 松戸霊園